# Фаундевър България
„Фаундевър България“ ЕООД е българско предприятие за аутсорсинг на бизнес процеси със седалище в София, част от групата „Фаундевър“, която е контролирана от френския холдинг „Асосиасион фамилиал Мюлиез“. През 2022 година то има обем на продажбите от 60,0 милиона лева, нетна печалба от 2,59 милиона лева, а броят на заетите е 1627 души.
Основано е през 2006 година, като до 2023 година носи името „Сайтел България“. Оперира чрез два колцентъра – в София и Варна – и към 2017 година е третото по обем на продажбите предприятие в сектора след „Телъс Интернешънъл Европа“ и „Консентрикс Сървисиз България“.